# Pont Charles de Gaulle (Dinant)
Le pont Charles de Gaulle ou le pont de Dinant est un pont routier en poutre-caisson à hauteur variable franchissant la Meuse, dans la province de Namur, en Belgique. Portant la route nationale 936, il assure la jonction entre la rive gauche et la rive droite de la Meuse dans le centre-ville de Dinant en franchissant le fleuve sur environ 215 mètres de longueur et 16 mètres de largeur sur sa traversée de la Meuse ; un rond-point se situe sur la rive droite et fait à moitié partie du pont ainsi qu'une bretelle d'accès depuis la route nationale 92.
Aménagement d'importance pour la commune de Dinant, c'est l'unique pont carrossable situé à hauteur des rives mosanes sur une dizaine de kilomètres tant en amont qu'en aval, à l'exception du viaduc Charlemagne qui ne permet pas une liaison rapide entre les deux rives.

## Situation
Le pont se situe dans la ville namuroise de Dinant en région wallonne. En amont, le pont est précédé par le viaduc Charlemagne à 2,29 km ; tandis qu'en aval, il est suivi par l'écluse 4 dite de Dinant à 0,99 km, par le pont-rails d'Anhée à 5,68 km et par le pont d'Anhée à 7,13 km.

## Étymologie
Le pont porte le nom de l'ancien président français d'après-guerre Charles de Gaulle. Le 15 août 1914, son régiment se lance sur le pont à l'assaut de la citadelle de Dinant qui était alors occupée par les Allemands. C'est à ce moment-là que le lieutenant Charles de Gaulle est blessé,.

## Histoire
Avant la construction du pont actuel, plusieurs ponts, au même endroit que celui présent actuellement, se sont relayés durant l'histoire.
La première réelle trace d'un pont à Dinant remonte au IXe siècle bien qu'il soit possible qu'un pont à l'époque romaine ait également existé. Le pont du IXe siècle est emporté par les flots et remplacé par un autre pont en 1080 ; il est en pierre et comprend six arches. En 1360, un nouveau pont, avec un tablier mobile défendu en rive gauche par deux tours, fut construit pour remplacer celui de 1080. En 1466, sur le pont de 1360, 800 Dinantais tombent dans le fleuve après que l'arche principale eut cédé sous les pieds des hommes.
La Meuse emporte le pont une nouvelle fois en 1573 et c'est seulement après la prise de la ville par Louis XIV en 1675 qu'un pont est reconstruit, en 1683. Mais, avec le traité de Ryswick, les Français perdent la ville et décident de faire sauter les deux arches principales du nouveau pont ; il faudra cette fois-ci attendre 1716 pour qu'un nouveau pont soit construit.
En 1870, cependant, il est décidé de remplacer le pont de 1716 par un pont moderne avec des arcs métalliques au nombre de trois avec deux arches en pierre aux extrémités qui sera de courte durée puisqu'il est détruit le 23 août 1914 pendant la Première Guerre mondiale par les Français.
Après la guerre, il est une nouvelle fois reconstruit en 1925 mais, le 12 mai 1940, l'armée belge fait sauter le pont pour contrer l'avancée de l'armée allemande pendant la Seconde Guerre mondiale.
En ce qui concerne le pont actuel, il voit le jour en juin 1953 et est inauguré en novembre 1954 par le ministre Van Glabeke.

## Description de l'ouvrage
Le pont est un pont en poutre-caisson à hauteur variable avec une chaussée large de 9 mètres et des trottoirs à encorbellement de 3 mètres chacun. Réalisé en béton précontraint, les deux travées principales sont longues de 54 mètres.